# Bernadette (2019)
Bernadette (auch Wo steckst du, Bernadette, Originaltitel Where’d You Go, Bernadette) ist eine Tragikomödie von Richard Linklater, die am 16. August 2019 in die US-amerikanischen Kinos und am 21. November 2019 in die deutschen Kinos kam. Der Film basiert auf dem Roman  Wo steckst du, Bernadette? von Maria Semple.

## Handlung
Bernadette Fox lebt mit ihrem Ehemann Elgie Branch, ihrer 15-jährigen Tochter Bee und einem Golden Retriever namens Ice Cream in Seattle. Einst war Bernadette eine viel gepriesene Architektin, weshalb sie eine Sonnenbrille trägt, um nicht erkannt zu werden. Nachdem ein von ihr gerade erst entworfenes Haus vom neuen Eigentümer abgerissen worden war, gab sie die Architektur jedoch frustriert auf und kehrte Los Angeles den Rücken, um in das provinzielle Seattle zu ziehen. Dort baute sie eine alte Fabrik in eine Villa um.
Elgie arbeitet bei Microsoft und entwickelt dort „Samantha 2“, einen selbstklebenden Patch, der, an die Stirn geheftet, die Gedanken auf den Bildschirm übertragen kann.
In der Gegenwart nun ist Bernadette deprimiert, verbittert und tablettensüchtig. Sie geht den Menschen und vor allem den Nachbarn am liebsten aus dem Weg und schert sich nicht um die Meinung dieser. Mit Nachbarin Audrey eskaliert ein Streit um eine Brombeerhecke derart, dass Bernadette dafür sorgt, dass eine Schlammlawine das Haus der Nachbarin beschädigt.
Bee möchte gerne mit ihren Eltern in die Antarktis reisen, um Pinguine zu beobachten. Bernadette willigt nach Diskussion und trotz Vorbehalte ein. In Wirklichkeit plant sie jedoch, am Trip kurzfristig doch nicht teilzunehmen. Elgie macht sich große Sorgen, um seine Frau und die Entfremdung der Beziehung. Nach weiteren Vorkommnissen, in denen auch das FBI eingebunden ist, soll Bernadette in eine psychiatrische Anstalt eingewiesen werden. Bernadette flieht jedoch und ausgerechnet Nachbarin Audrey verrät sie nicht, als nach ihr gesucht wird und bringt sie zum Flughafen.
Nach dem Verschwinden ihrer Mutter macht sich Bee gemeinsam mit Elgie auf die Suche nach ihr. Dies gibt den beiden auch die Gelegenheit, ihre Vater-Tochter-Beziehung zu verbessern.
Bernadette ist mittlerweile in der Antarktis und findet dort neuen Lebensmut und vor allem wieder zu sich. Sie möchte unbedingt weiter zum Südpol, um dort die neue Entwicklungsstation zu entwerfen. Tatsächlich schafft sie es, einen Platz auf einer Exkursion zu bekommen.
Noch vor Abfahrt schließlich finden Elgie und Bee zu ihr und sind glücklich vereint.

## Literarische Vorlage
Der Film basiert auf dem Roman  Wo steckst du, Bernadette? von Maria Semple aus dem Jahr 2008, der sich zu einem Bestseller entwickelte.

## Produktion

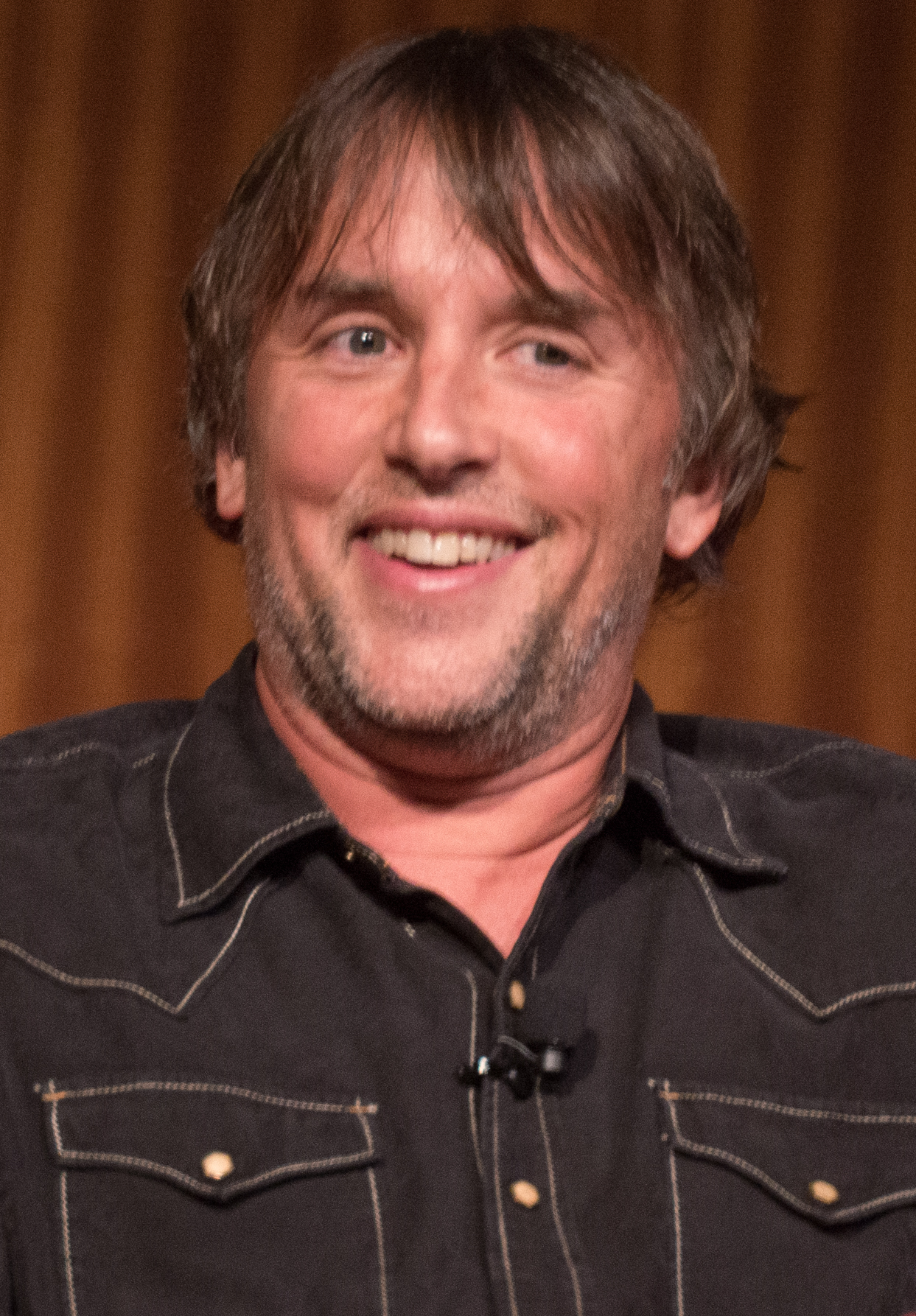
Regisseur Richard Linklater

Regie führte Richard Linklater, der gemeinsam mit Holly Gent und Vincent Palmo Jr. auch Semples Roman adaptierte.
Cate Blanchett spielt in der Titelrolle Bernadette Fox. An der Seite der Oscarpreisträgerin feiert Emma Nelson in der Rolle ihrer Tochter Bee Branch ihr Spielfilmdebüt. Billy Crudup spielt ihren Ehemann Elgie Branch. Judy Greer spielt Dr. Kurtz.
Die Dreharbeiten fanden in Pittsburgh, in der Seattle Public Library, im kanadischen Vancouver und auf Grönland statt. Als Kameramann fungierte Shane F. Kelly.
Die Filmmusik komponierten Sam Lipman und Graham Reynolds. Der Soundtrack, der insgesamt 22 Musikstücke umfasst, soll am 9. August 2019 von Lakeshore Records als Download veröffentlicht werden.
Mitte Dezember 2018 wurde ein erstes Filmplakat, wenige Tage später ein erster Trailer veröffentlicht. Der Film kam am 16. August 2019 in die US-amerikanischen Kinos und am 21. November 2019 in die deutschen Kinos, nachdem er im September 2019 im Rahmen der Filmkunstmesse Leipzig vorgestellt wurde.

## Rezeption

### Altersfreigabe
In den USA wurde der Film von der MPAA als PG-13 eingestuft. In Deutschland wurde der Film von der FSK ab 6 Jahren freigegeben.

### Kritiken
Insgesamt stieß der Film bei den Kritikern auf geteiltes Echo. Bei Rotten Tomatoes sind die Hälfte aller aufgeführten Kritiken positiv.
Lukas Foerster schrieb im Filmbulletin, Richard Linklaters Film sei im Kern eine Depressionskomödie, und „Where’d You Go, Bernadette?“ sei vor allem zu lesen als: „Wie ist es so weit mit dir gekommen, Bernadette?“ Sie sei eine Frau, die sich dauergestresst durch ein Leben bewegt, in dem sie sich nicht mehr so recht zu Hause fühlt, in dem sie, manchmal ganz buchstäblich, aneckt, wobei sich die durchweg umwerfende Cate Blanchett als begnadete Körperkomikerin bewähre.
Das Lexikon des internationalen Films urteilte, die Adaption eines Romans von Maria Semple bemühe sich durch einen oft irritierenden Stil, der unkonventionell strukturierten Vorlage gerecht zu werden. Schwächen in der filmischen Konstruktion würden dabei weitgehend durch die bemerkenswerte Einfühlsamkeit ausgeglichen, mit der die Hauptdarstellerin die Handlung zur Darstellung menschlicher Vereinsamung verdichtet.

### Auszeichnungen
Golden Globe Awards 2020
- Nominierung als Beste Hauptdarstellerin – Komödie/Musical (Cate Blanchett)